# Przemysław Kowalczewski
Przemysław Łukasz Kowalczewski (ur. 1987 w Wągrowcu) – polski technolog żywności i żywienia, doktor habilitowany nauk rolniczych, wykładowca Uniwersytetu Przyrodniczego w Poznaniu.

## Życiorys
Przemysław Łukasz Kowalczewski  w 2011 uzyskał tytuł magistra inżyniera nauk o żywności i żywieniu na Wydziale Nauk o Żywności i Żywieniu Uniwersytetu Przyrodniczego w Poznaniu. W 2015 tamże doktoryzował się w dziedzinie nauk rolniczych, dyscyplina technologia żywności i żywienia, przedstawiwszy napisaną pod kierunkiem prof. dr hab. inż. Grażyny Lewandowicz (promotor główna) oraz dr hab. inż. Anny Olejnik (promotor pomocnicza) dysertację Charakterystyka soku z ziemniaka jako składnika żywności prozdrowotnej. W 2023 otrzymał stopień doktora habilitowanego w zakresie technologii żywności i żywienia na podstawie dorobku naukowego oraz dzieła Ocena właściwości mąki ze świerszczy jako funkcjonalnego dodatku do pieczywa bezglutenowego.
W roku 2022 ukończył studia podyplomowe "Zarządzanie projektami" na Uniwersytecie Ekonomicznym we Wrocławiu, a w 2020 uzyskał dyplom tutora akademickiego po szkoleniu organizowanym przez Collegium Wratislaviense (Wrocław).

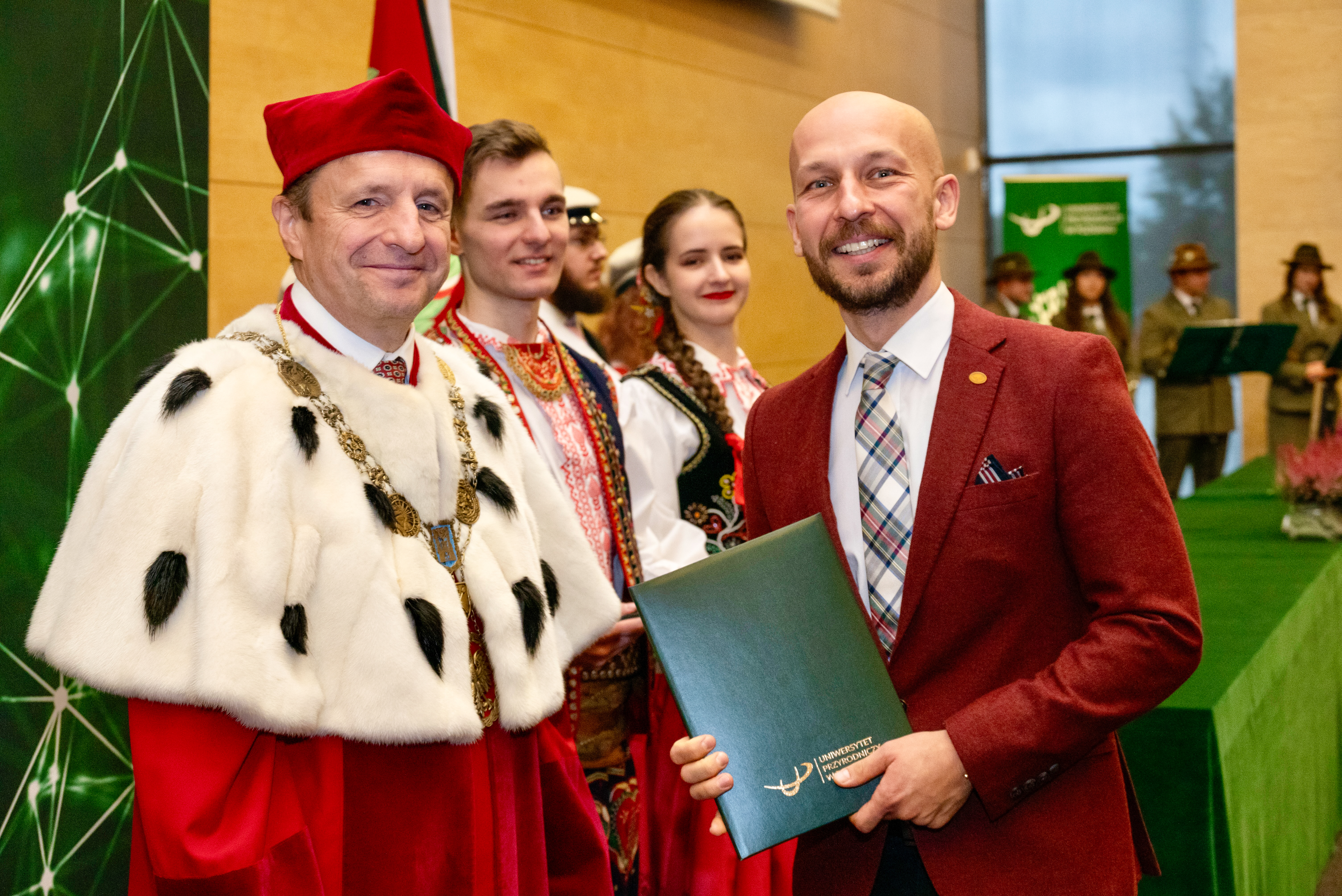
Wręczenie nagrody JM Rektora Uniwersytetu Przyrodniczego w Poznaniu, prof. dr hab. Krzysztofa Szoszkiewicza, dla 10 najlepszych naukowców podczas inauguracji roku akademickiego 2024/25

W 2020 otrzymał stypendium Ministra Nauki i Szkolnictwa Wyższego dla wybitnych młodych naukowców. Trzykrotnie wyróżniony miejscem w gronie 10 najlepszych naukowców uczelni. 
Od 2015 zawodowo związany z Katedrą Technologii Żywności Pochodzenia Roślinnego macierzystego wydziału.
Członek Polskiego Towarzystwa Technologów Żywności.

## Działalność naukowa
Autor i współautor licznych publikacji naukowych z zakresu technologii żywności, bioaktywnych składników roślinnych, zastosowania owadów w żywieniu człowieka oraz żywności bezmięsnej. Jego badania koncentrują się także na wykorzystaniu produktów ubocznych przemysłu rolno-spożywczego oraz opracowywaniu innowacyjnych rozwiązań w obszarze żywności roślinnej i funkcjonalnej.

## Patenty
Autor i współautor licznych patentów i zgłoszeń patentowych. Do tej pory Urząd Patentowy Rzeczypospolitej Polskiej przyznał prawa wyłączne na wynalazki:
1. Kowalczewski, P.; Czerniak, A.; Lesiecki, M.; Kmiecik, D.; Smarzyński, K. Sposób kapsułkowania olejów w komórkach drożdżowych. Patent: PL 246470 z dnia 3.03.2025
2. Białas, W.; Kowalczewski, P.; Lewandowicz, G.; Olejnik, A.; Siger, A.; Rybicka, I. Sposób otrzymywania preparatu odżywczego. Patent: PL 243628 z dnia 18.09.2023
3. Białas, W.; Kowalczewski, P.; Lewandowicz, G.; Olejnik, A.; Siger, A.; Dwiecki, K. Sposób otrzymywania prozdrowotnego preparatu białkowego. Patent: PL 240850 z dnia 13.06.2022
4. Kowalczewski, P.; Lewandowicz, G.; Biegańska-Marecik, R.; Białas, W. Napój i sposób wytwarzania napoju. Patent: PL 225693 z dnia 31.05.2017
5. Kowalczewski, P.; Lewandowicz, G.; Makowska, A.; Obuchowski, W.; Białas, W. Makaron i sposób wytwarzania makaronu. Patent: PL 222969 z dnia 30.09.2016
6. Kowalczewski, P.; Lewandowicz, G.; Dolata, W.; Piotrowska, E.; Krzywdzińska-Bartkowiak, M.; Piątek, M.; Białas, W. Danie obiadowe i sposób wytwarzania dania obiadowego. Patent: PL 224188 z dnia 30.11.2016
7. Kowalczewski, P.; Lewandowicz, G; Dolata, W.; Piotrowska, E.; Krzywdzińska-Bartkowiak, M.; Piątek, M.; Białas, W. Parówki i sposób wytwarzania parówek. Patent: PL 222980 z dnia  30.09.2016
8. Kowalczewski, P.; Lewandowicz, G.; Dolata, W.; Piotrowska, E.; Krzywdzińska-Bartkowiak, M.; Piątek, M.; Białas, W. Pasztet i sposób wytwarzania pasztetu. Patent: PL 222968 z dnia 30.09.2016
9. Kowalczewski, P.; Lewandowicz, G.; Makowska, A.; Obuchowski, W.; Białas, W. Pieczywo chrupkie i sposób wytwarzania pieczywa chrupkiego. Patent: PL 222979 z dnia 30.09.2016
10. Kowalczewski, P.; Lewandowicz, G.; Makowska, A.; Obuchowski, W.; Białas, W. Przekąski ekstrudowane i sposób otrzymywania przekąsek ekstrudowanych. Patent: PL 222978 z dnia 30.09.2016

## Promotorstwo doktoratów
Jest promotorem jednej zakończonej rozprawy doktorskiej na Uniwersytecie Morskim w Gdyni oraz opiekunem trzech otwartych przewodów doktorskich, koncentrujących się na wykorzystaniu owadów jadalnych w żywieniu człowieka i projektowaniu żywności funkcjonalnej.